# Rubano
Rubano är en ort och kommun i provinsen Padova i regionen Veneto i Italien. Kommunen hade 16 544 invånare (2018).